# 天白信仰
天白信仰（日语：てんぱくしんこう）為盛行於日本本州東半部的民間信仰，分布範圍以長野縣、靜岡縣為中心，往南至三重縣的南勢、志摩地方，向北則達岩手縣。信仰的對象為星神、水神，可以保佑順產平安。歷年來有很多關於天白信仰的研究，雖然眾說紛紜，但一般認為其起源與伊勢國神麻積部（（日語）いせのうみ）之祖神天白羽神（長白羽神的別名）有關聯性。

## 概要
根據三渡俊一郎的考究，最早關於天白神的研究從江戶時代便開始：國學學者谷川士清於辭書《和訓栞》記載：「伊勢國有許多神社供奉天白大明神，其來源未知，恐怕是由修驗宗的天獏變成的」。尾張國地方志《張州府志》提及大矢村（今愛知縣稻澤市大矢町）手白明神祠，「或曰手白作天白，祀太白星，大方天真畫相近訛耳」，故後世研究常引用「天白即太白星」。駿府淺間神社（今靜岡縣富士山本宮淺間大社）神職人員中村高平於文久元年（1861年）完成的地方志《駿河志料》中提及，「高平按祭祀天一神、太白神等二位神明」；江戶時代末期國學學者御巫清直則在其著作《伊勢式内神社檢錄》記載這是合祀天一神和太白神的略稱。
另一民俗學學者柳田國男在明治41年（1909年）以天白神為取材對象完成《山民的生活》一文，翌年的《石神問答》也是以天白神為研究對象。他認為「天白神是天一、太白二神所合成」的臆測成分居多，天白神反而應是風神，引起相關研究者的注意。愛知縣岡崎市政府在1926年發行、柴田顯正所著的《岡崎市史》則推測，天白神應是修驗道裡破除風災、水災的神祇。
太平洋戰爭結束後數年間，關於天白信仰的研究陸續進行。師事柳田國男的堀田吉雄從1951年至1964年間陸續發表《天白神序説》、《大天白考》、《天白新考》等著作，雖然最終未做成任何結論，卻明確指出「天白神乃源自中國的天一、太白二神之合體」的說法較為自然、合理。獲得滋賀、琦玉等縣之鄉土史料研究者協助的今井野菊，在1971年發表的《大天白神》提到他考察天白神社在各地的分布，認為天白信仰可回溯至水稻農耕尚未出現的繩文時代。另外《大天白神》一書亦記載其他研究者的不同看法，包括愛知縣的鈴木和雄反駁《岡崎市史》的推測、岐阜縣的田中靜夫認為天白神源自天白波神（天白羽神別稱）、琦玉縣的茂木六郎認為「大天白」信仰即藏傳佛教的性神、長野縣水野都沚生研究發現天白神社皆集中在天龍川流域，並坐落於河水從旁流經的高岡上等特性。受到今井的研究結果影響，關東學院大學教授山田宗睦曾赴三重、愛知、長野、靜岡、山梨等五縣作重點考察研究，並於1977年在中日新聞上以《天白紀行》為題登載一系列的研究文章，他的結論是：「天白神的起源乃是為了求取『天上的白羽』而起」。

## 內部連結
- 長白羽神

## 外部連結
- （日語）天白信仰
- （日語）わらじ祭り公式ホームページ：波切の神様たち（页面存档备份，存于）